# Daraboshegy
Daraboshegy es un pueblo ubicado en el distrito de Körmend, en el condado de Vas, Hungría.

## Superficie
Posee una superficie de 4,590 kilómetros cuadrados.

## Demografía
Hasta 2019 la población era de 92 habitantes, con una densidad de población de 20,04 habitantes por kilómetro cuadrado.